# バック・チャット
「バック・チャット」 (Back Chat) は、イギリスのロック・バンド、クイーンが1982年に発表した楽曲。アルバム『ホット・スペース』に収録された。作曲はジョン・ディーコン。

## 解説
ジョン・ディーコンは、『ホット・スペース』のために彼の曲からロックの要素を取り除く妥協的な方法を選んだ。この大胆な方法は、バンド内での摩擦を引き起こした。特にブライアン・メイは、ファンクの中にわずかなロックを残すように主張した。激論の末、バンドは『バック・チャット』にギターソロを含むことを最終的に決定した。この曲は、全英シングルチャート40位を獲得した。また、この曲は、ロックのアレンジを加えた上で、速いテンポでホット・スペース・ツアーで演奏された。
『バック・チャット (Back Chat)』のタイトルは、英語のイディオムであり、「生意気で厚かましい特に高慢な返事」を題材にしている。

## 批評
ローリング・ストーン誌のアルバムレビューで、批評家のジョン・ミルワードは、この曲の音楽スタイルを「氷のダンスフロアのようになめらかなギタートラックのあるホットなロック・ファンクの曲」と評している。

## プロモーションビデオ
PVはメンバーらが工場のようなところでパフォーマンスをしている映像である。

## 担当
- フレディ・マーキュリー - リードヴォーカル、コーラス
- ブライアン・メイ - リードギター
- ロジャー・テイラー - 電子ドラム
- ジョン・ディーコン - ベースギター、リズムギター、シンセサイザー、ドラムマシン

## シングル収録曲

### 7インチシングル
イギリス盤・アメリカ盤
1. バック・チャット - Back Chat (Deacon)
2. ステイング・パワー - Staying Power (Mercury)

日本盤
1. バック・チャット - Back Chat (Deacon)
2. ラス・パラブラス・デ・アモール (愛の言葉) - Las Palabras De Amor (The Words of Love) (May)

### 12インチシングル
イギリス盤
1. バック・チャット (リミックス) - Back Chat (Re-Mix) (Deacon)
2. ステイング・パワー - Staying Power (Mercury)